# 71-421
71-421は、ロシア連邦の輸送用機器メーカーであるウラルトランスマッシュが展開する路面電車車両。大都市・サンクトペテルブルクの路面電車であるサンクトペテルブルク市電向けに開発された、レトロな外見が特徴の超低床電車である。

## 概要
新型車両の導入を継続的に進めているサンクトペテルブルク市電のうち、第3車庫へ入庫する線路上には半径14 mという急曲線があり、同車庫に在籍する車両を用いた系統（3・6・16・40号線）には既存の超低床電車の導入が難しい状況にあった。それらの路線へ向けた新型形式として2022年に発表された車両の1つが「71-421」である。「71-421R（71-421Р）」という形式名が付けられており、当初はサンクトペテルブルク市内の歴史的地区にちなみ「ペトログラトカ（Петроградка）」という愛称で呼ばれていたが、2023年に作家にちなんだ「ドヴラートフ（Довлатов）」に変更されている。
車体右側に乗降扉を有する片運転台式の2車体連接車で、前方の車体の方が後方車体と比べて車体長が長い構造となっており、前述した半径14 mの急曲線も走行可能な独自の設計が用いられている。また、車体は1950 - 1960年代のサンクトペテルブルク市電の主力車両であったLM-57を基にしたレトロ調のデザインが採用されている。クリーム色と緑色を基調とした塗装は、SNSで実施された人気投票を基に決定したものである。
車両にはサンクトペテルブルク市電の新型車両で標準的に用いられている安全システムが搭載されており、交通情報や監視カメラの映像、運転手の状態の管理を含めた車載ナビゲーション装置や通信機器に加え、人工知能を用い緊急時の制動を支援するシステムも導入され、運転支援や安全性の向上が図られている。全体がバリアフリーに適した低床構造となっている車内には運転室、客室双方に冷暖房双方に適した空調が備わっている他、車両の位置表示や観光情報などが表示される情報ディスプレイが搭載されている。
2023年12月から営業運転を開始しており、2024年12月までに合計34両の導入が行われている。

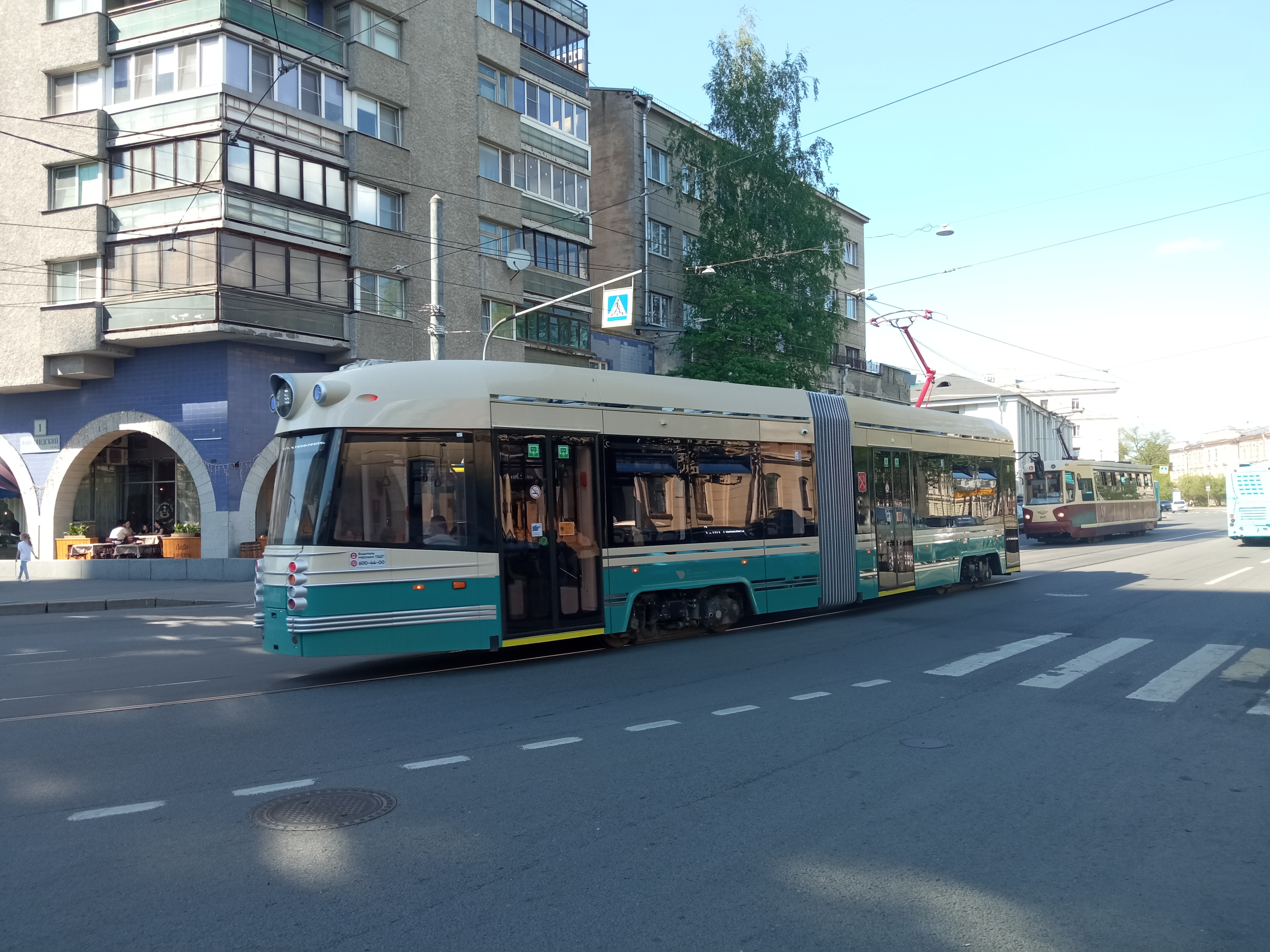
後方（2024年撮影）
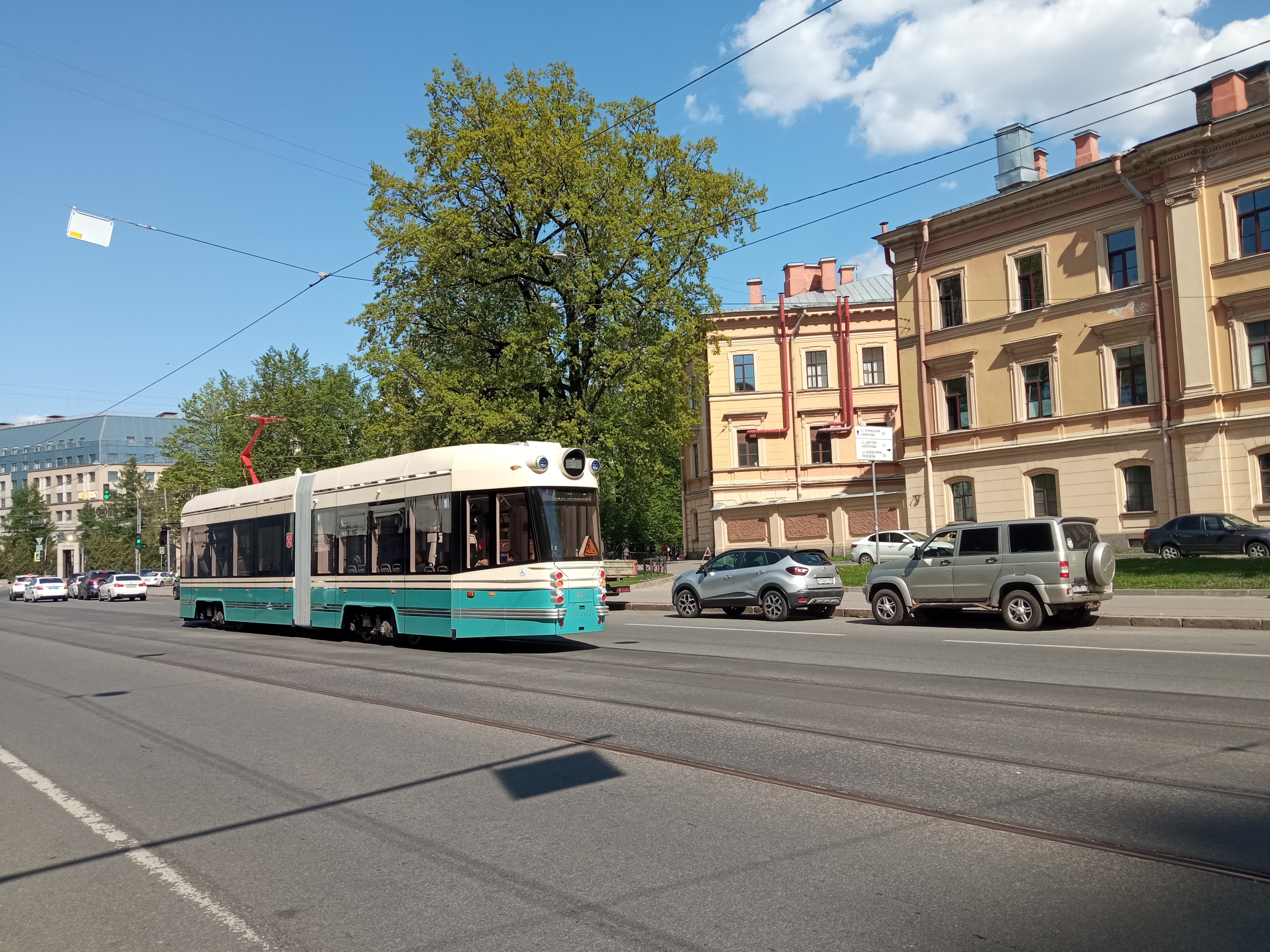
車体左側には乗降扉が無い（2024年撮影）

## 関連形式
- 71-431R「ドストエフスキー」 - 71-421R「ドヴラートフ」と共に導入されている、両運転台式の3車体連接車[1][2][3][4][5][6]。

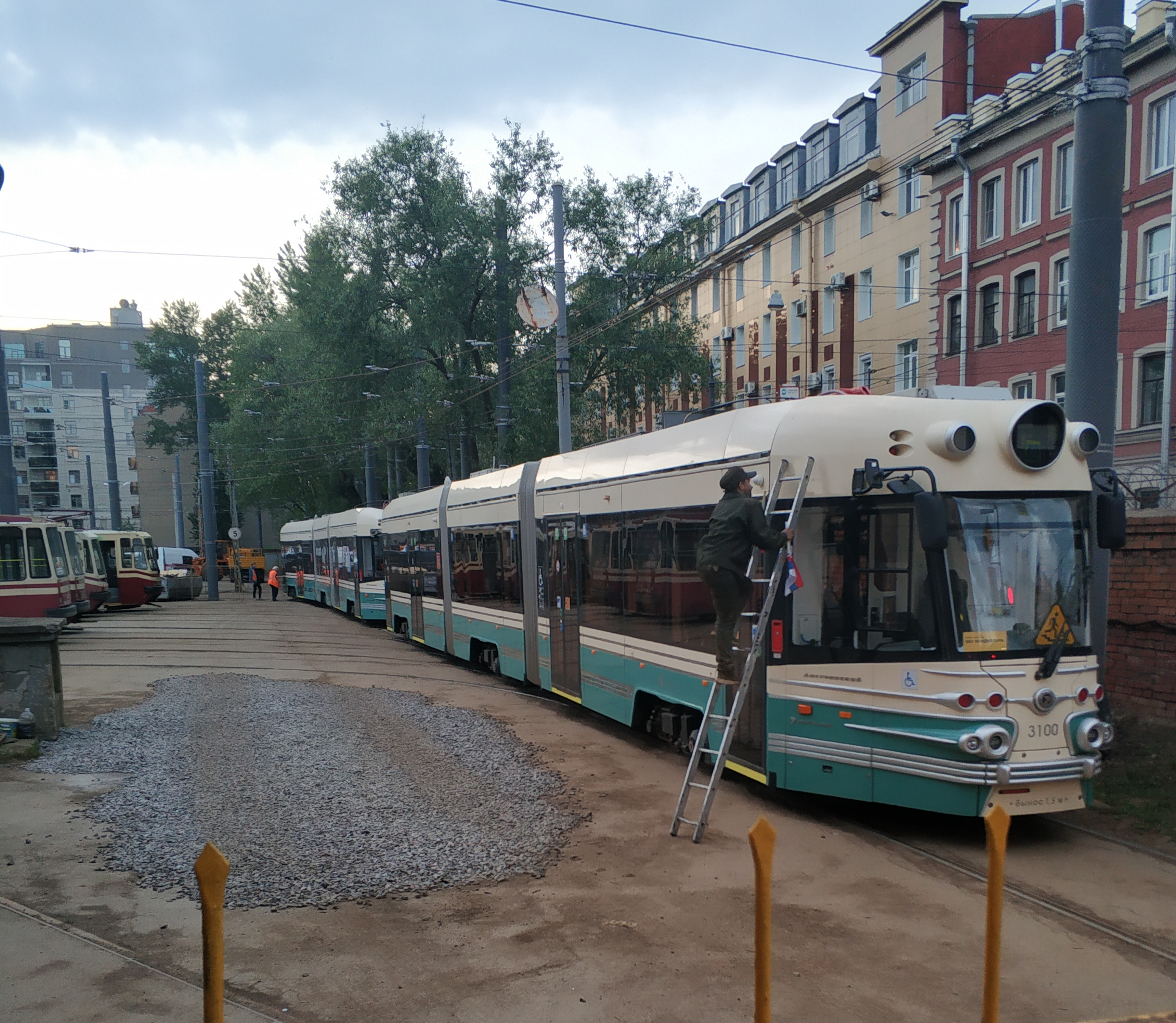
71-431R「ドストエフスキー」（2024年撮影）